# Schronisko obok Jaskini z Makaronem Pierwsze
Schronisko obok Jaskini z Makaronem Pierwsze – jaskinia na Wyżynie Częstochowskiej w obrębie Wyżyny Krakowsko-Częstochowskiej. Administracyjnie należy do wsi Siedlec w powiecie częstochowskim, w gminie Janów.

## Opis obiektu
Zbudowany z wapienia obiekt typu schronisko znajduje się pomiędzy dwoma skałami Bramy Brzegowej. Skała ta wraz z Dinozaurem znajduje się w lesie po północnej stronie czarnego Szlaku Gór Gorzkowskich (odcinek od Siedlca przez Kamieniołom Warszawski do Ostrężnika). Schronisko składa się z dwóch części: bramy skalnej i zawaliskowej komory. Brama ma szerokość 1,5 m i wysokość 2,5 m a jej strop tworzą duże skalne głazy. Po północno-zachodniej stronie na wysokości 1–2 m biegnie siedmiometrowej długości półka. Po południowo-wschodniej stronie bramy, ponad progiem o 2,5 metrowej wysokości jej kontynuację stanowi szczelina kończąca się w zawalisku. Jest niska, ale ma szerokość około 5 m. Komora powstała ze zwietrzałego wapienia pomiędzy dwoma opadającymi ku północy fugami. Jej zachodni otwór to szeroko rozwarta szczelina o wysokości 3 m i szerokości 1 m. Otwór wschodni to niski okap częściowo ograniczony zawaliskiem. Otwiera się ponad 2-metrowej wysokości progiem.
Schronisko powstało w późnojurajskich wapieniach. Jest w całości oświetlone rozproszonym światłem słonecznym, przewiewne, miejscami wilgotne, skąpo porośnięte glonami, mchami i porostami, bez nacieków.
Jaskinię po raz pierwszy opisał M. Czepiel w 2009 r. Autorami planu są M. Czepiel i D. Lisoń.
W odległości 5 m na zachód od skalnej bramy, w zachodniej skale Bramy Brzegowej, znajduje się główny otwór Jaskini z Makaronem. W sąsiedniej skale Dinozaur są jeszcze dwa schroniska: Schronisko obok Jaskini z Makaronem Drugie i Schronisko obok Jaskini z Makaronem Trzecie.

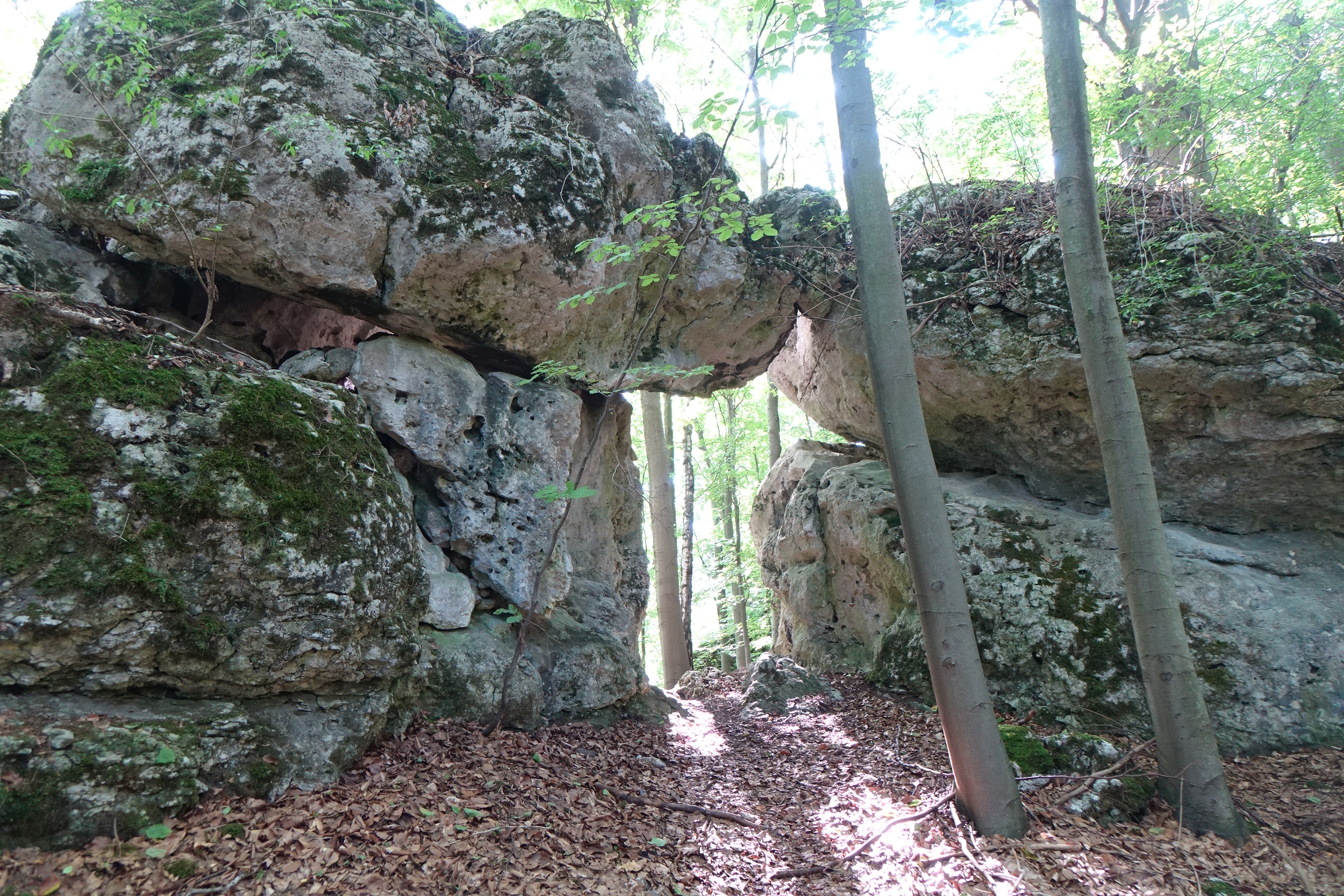
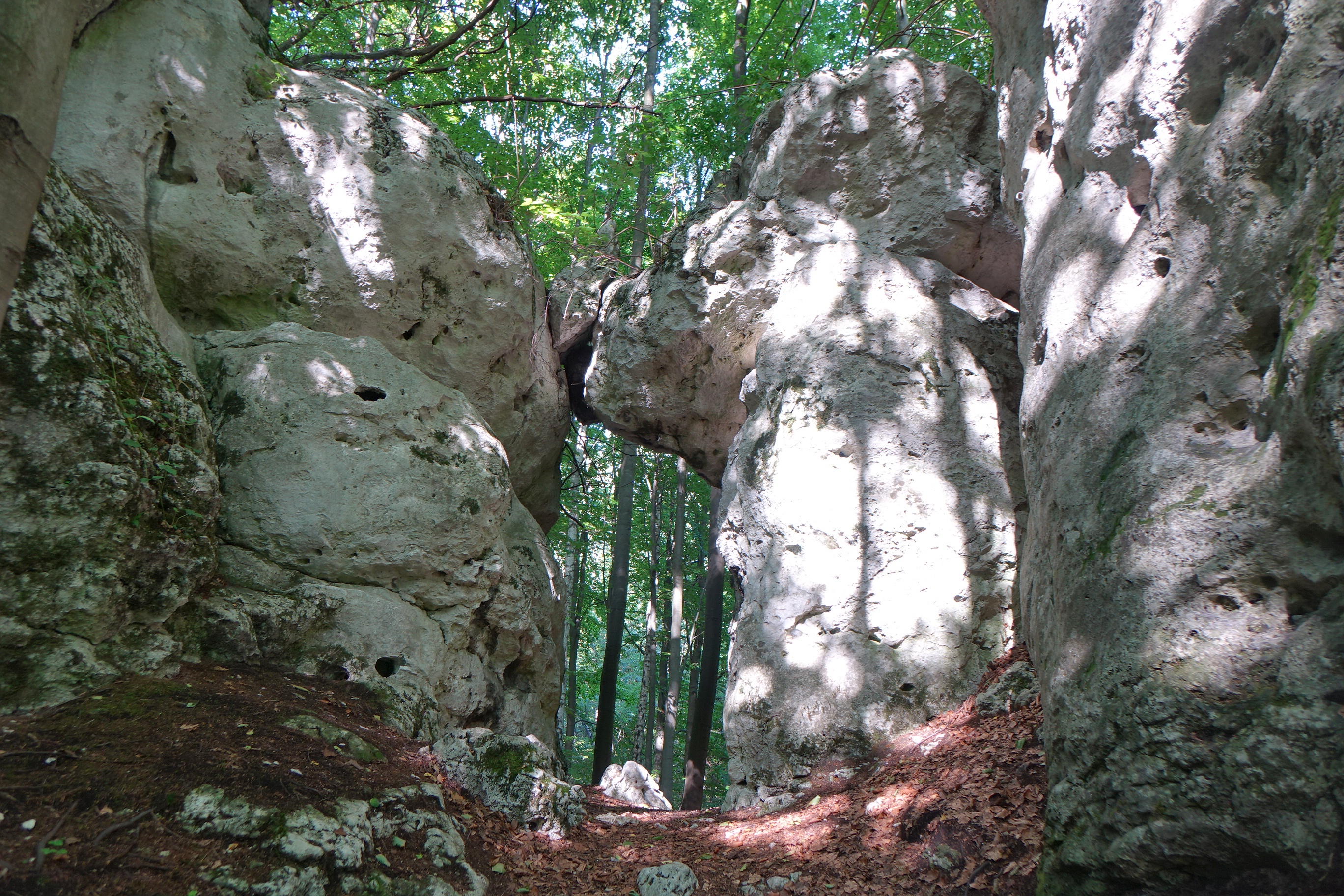
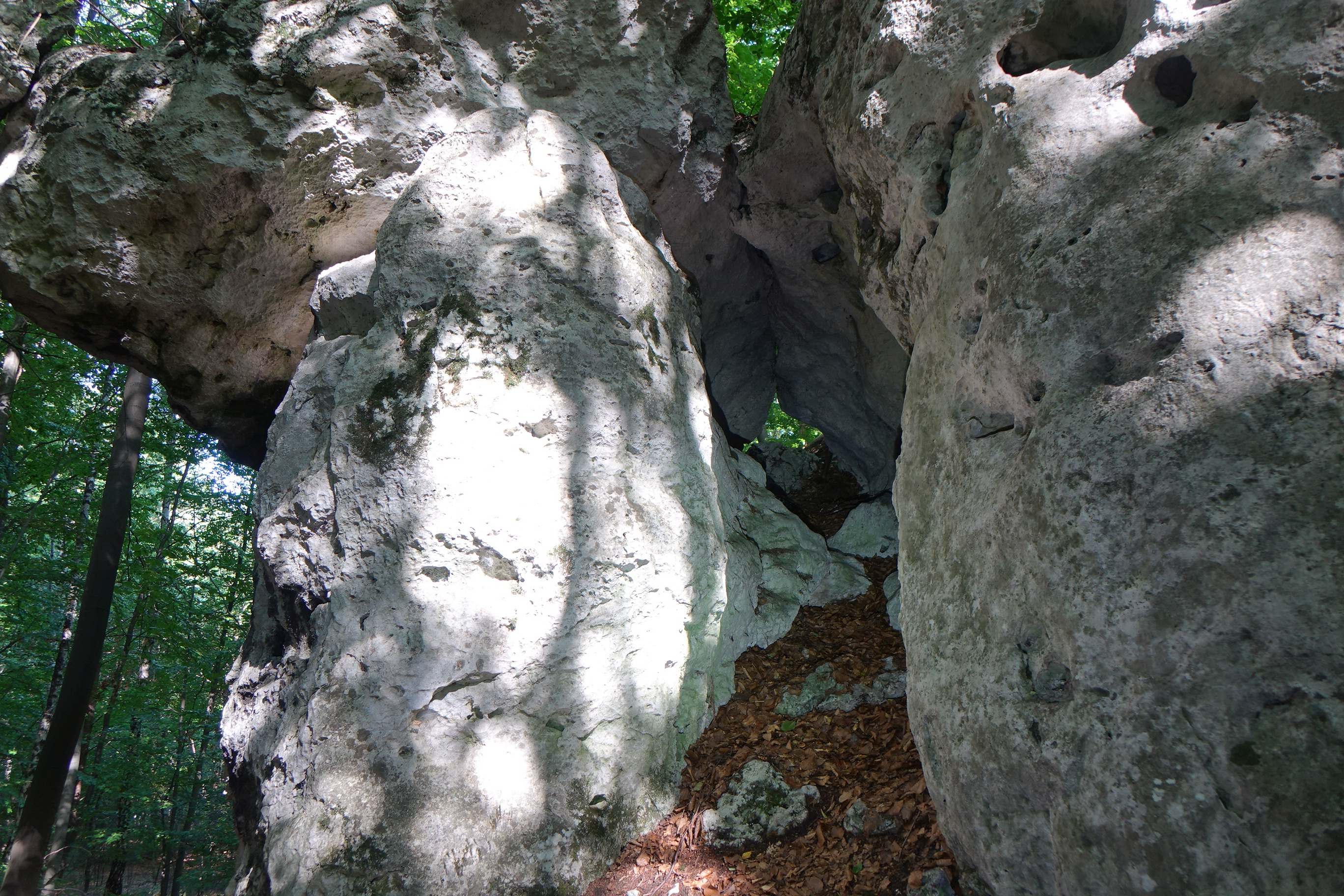
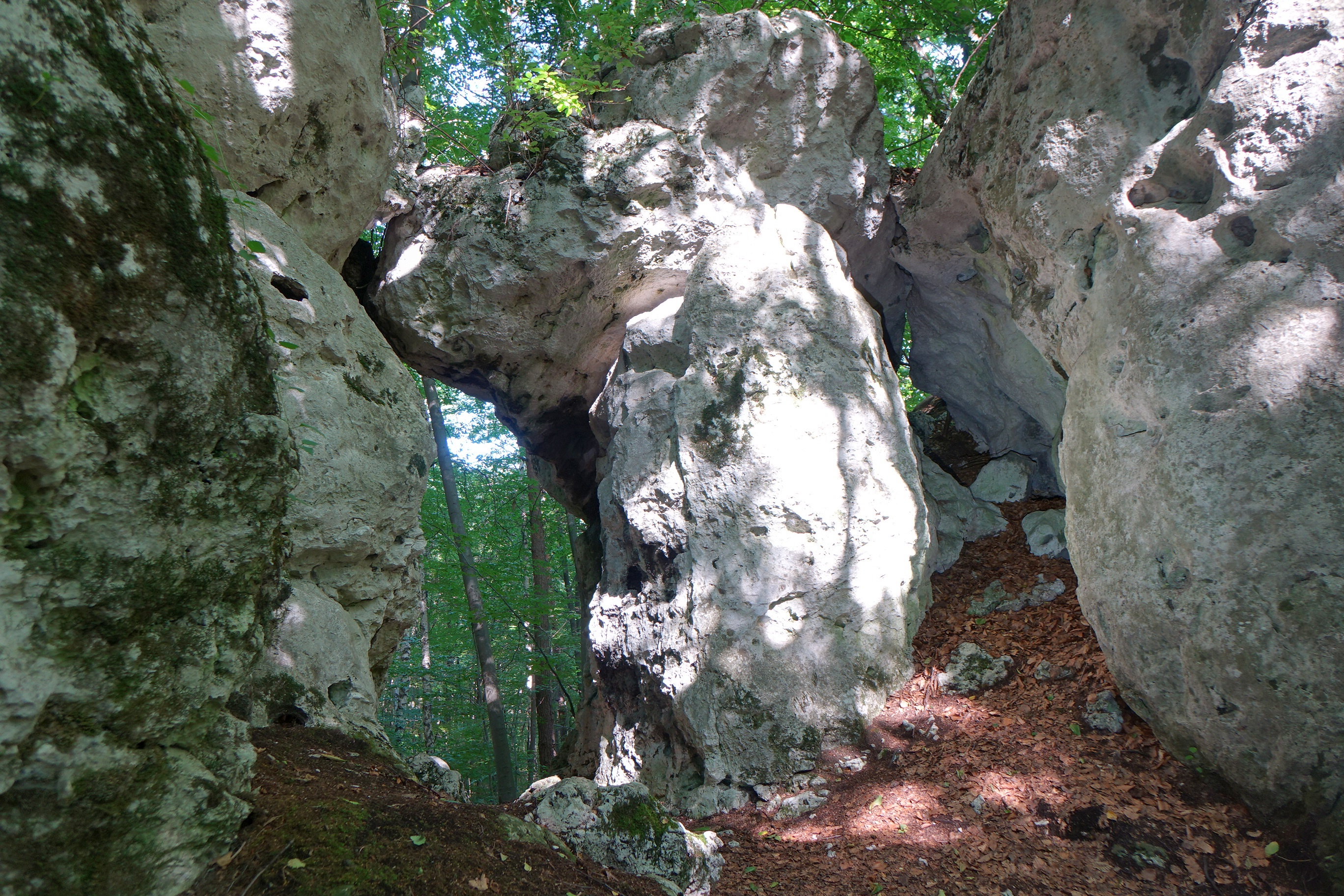